# Jakob Fischer (Apfel)

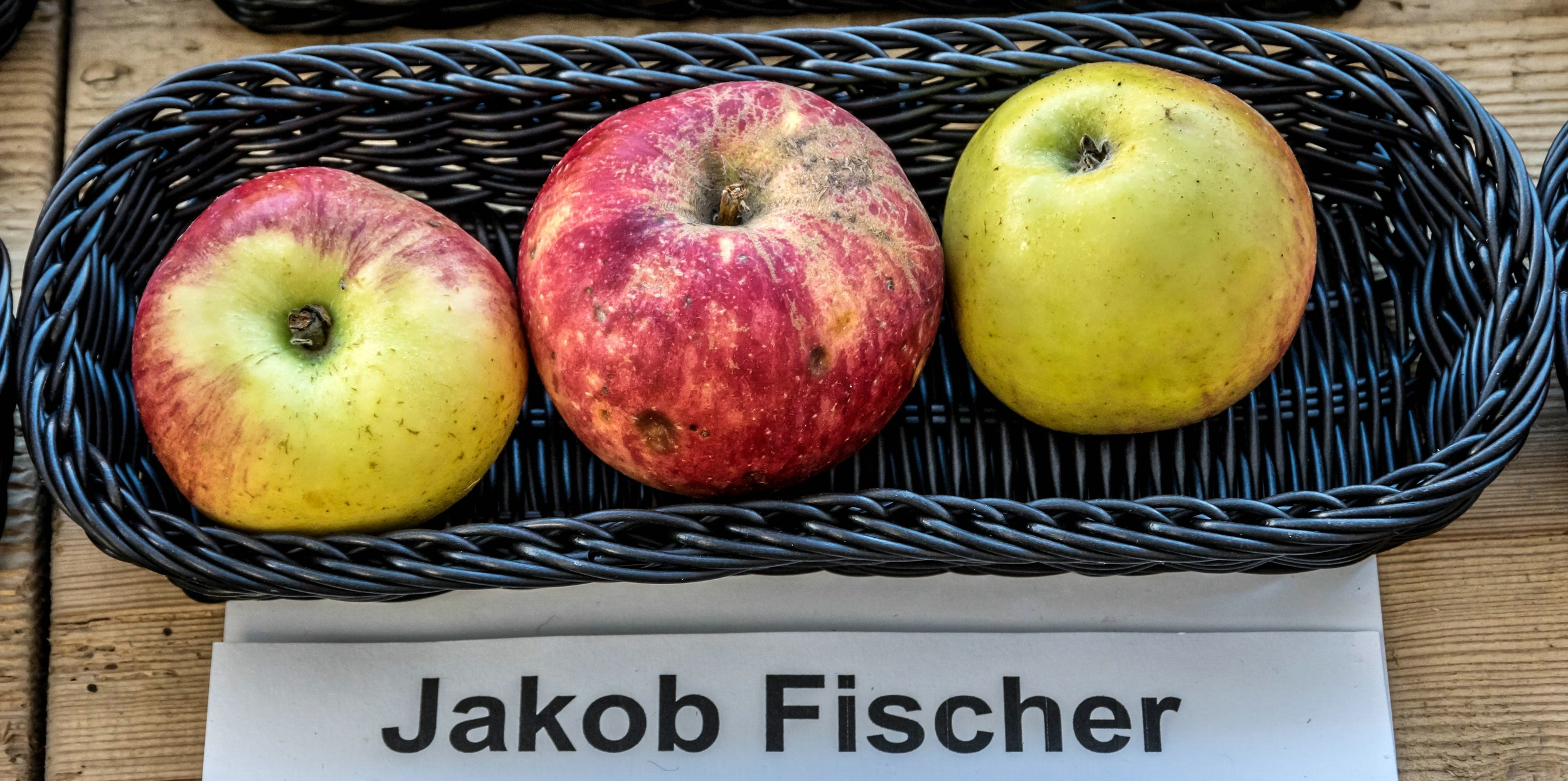
Ansicht der Frucht

Jakob Fischer, auch Schöner vom Oberland genannt, ist eine Sorte des Kulturapfels.

## Geschichte
Im Jahre 1903 entdeckte Jakob Fischer in unmittelbarer Nähe seines Anwesens in Rottum in Oberschwaben ein kleines Apfelbäumchen, das er in seinen Garten verpflanzte.
1912 fruchtete dieser Baum erstmals, 1914 wurden einige dieser Äpfel in Stuttgart Experten des Württembergischen Gärtnereiverbandes vorgelegt und erhielten daraufhin nach seinem Entdecker den Namen Jakob Fischer. Der Apfel entwickelte sich zu einer vielseitigen Standardsorte im Königreich Württemberg.
Im Jahre 1998 wurde die Sorte in Baden-Württemberg zur Streuobstsorte des Jahres gewählt, um, in Anbetracht ihrer günstigen Eigenschaften, ihren Einsatz für den extensiven Anbau zu fördern.
Der Urbaum ist im Jahre 2020 unter Medienecho abgestorben und wurde im Februar 2021 gefällt. Der Künstler Bernhard Schmid wurde damit beauftragt, aus dem Stamm eine Skulptur zu erstellen. Vom Urbaum wurden genetische Klone gewonnen und im Oberschwäbischen Museumsdorf Kürnbach gepflanzt.

## Beschreibung
Die äußerlich ansprechende Frucht ist groß bis sehr groß, flachkugelig und unregelmäßig geformt. Die Grundfarbe der Schale ist hellgelb, die Deckfarbe ein kräftiges Rot mit blauvioletter Bereifung. Die Blüte erfolgt sehr früh und lange anhaltend, ist jedoch als Pollenspender, da triploid, nicht geeignet.
Sie ist sowohl als Tafelobst als auch als Haushaltsapfel zum Einmachen, Backen, Entsaften und für Kompott geeignet.
Die Früchte sind Anfang bis Mitte September pflückreif und neigen zu Fruchtfall. Sie sind sofort genussreif und sollten schnell verbraucht werden, da sie nur etwa vier Wochen haltbar sind. Für den modernen Erwerbsbau ist diese Apfelsorte aufgrund dieser Eigenschaften ungeeignet.
Als Stammbildner hat die Apfelsorte Bedeutung, da sich Jakob Fischer durch geraden Wuchs und Frosthärte auszeichnet. Zudem trägt der Apfelbaum auch bei fehlgeschlagener Kronenveredlung alleine aus der Unterlage noch verwertbare Tafeläpfel.

## Auszeichnung
- Baden-Württembergische Streuobstsorte des Jahres 1998[1]
- Der Jakob-Fischer-Apfel ist vom Verschwinden bedroht und wurde deshalb in die Liste der Arche-Passagiere von Slow Food Deutschland aufgenommen.